# Acyphoderes suavis
Acyphoderes suavis är en skalbaggsart som beskrevs av Bates 1885. Acyphoderes suavis ingår i släktet Acyphoderes och familjen långhorningar.
Artens utbredningsområde är:
- Costa Rica.
- Guatemala.
- Nicaragua.

Inga underarter finns listade i Catalogue of Life.